# Polyniki Emmanouilidou
Polyniki Emmanouilidou (griechisch Πολυνίκη Εμμανουηλίδου, * 30. Juni 2003 in Thessaloniki) ist eine griechische Leichtathletin, die sich auf den Sprint spezialisiert hat.

## Sportliche Laufbahn
Erste internationale Erfahrungen sammelte Polyniki Emmanouilidou beim Europäischen Olympischen Jugendfestival (EYOF) 2019 in Baku, bei dem sie in 11,96 s den fünften Platz im 100-Meter-Lauf belegte und mit der griechischen Sprintstaffel (1000 Meter) in 2:09,16 min die Silbermedaille gewann. 2021 gelangte sie bei den U20-Europameisterschaften in Tallinn mit 11,66 s auf Rang sechs über 100 Meter und schied im 200-Meter-Lauf mit 24,13 s im Halbfinale aus. Anschließend erreichte sie bei den U20-Weltmeisterschaften in Nairobi das Semifinale über 200 Meter und schied dort mit 23,77 s aus. Im Jahr darauf siegte sie in 7,49 s im 60-Meter-Lauf bei den U20-Balkan-Hallenmeisterschaften in Belgrad und im August belegte sie bei den U20-Weltmeisterschaften in Cali in 23,42 s den fünften Platz über 200 Meter, während sie über 100 Meter mit 11,51 s im Halbfinale ausschied. 2023 siegte sie in 7,37 s bei den Mittelmeer-U23-Hallenmeisterschaften in Valencia über 60 Meter und schied anschließend bei den Halleneuropameisterschaften in Istanbul mit 7,34 s im Halbfinale aus. Im Juni belegte sie bei der 1. Liga der Team-Europameisterschaft, die im Zuge der Europaspiele in Chorzów stattfand, in 11,30 s den sechsten Platz über 100 Meter und wurde in 22,85 s Dritte im 200-Meter-Lauf. Zudem wurde sie mit der griechischen 4-mal-100-Meter-Staffel in 43,81 s Dritte im B-Lauf. Anschließend gewann sie bei den U23-Europameisterschaften in Espoo in 23,41 s die Bronzemedaille über 200 Meter hinter der Belgierin Delphine Nkansa und Boglárka Takács aus Ungarn und über 100 Meter belegte sie in 11,40 s den fünften Platz. Kurz darauf gewann sie bei den Balkan-Meisterschaften in Novi Pazar 22,87 s die Silbermedaille über 200 Meter hinter der Zyprerin Olivia Fotopoulou. Im August erreichte sie bei den Weltmeisterschaften in Budapest das Halbfinale über 200 Meter und schied dort mit 23,15 s aus.
2024 siegte sie in 7,30 s über 60 Meter bei den Balkan-Hallenmeisterschaften in Istanbul und anschließend schied sie bei den Hallenweltmeisterschaften in Glasgow mit 7,27 s in der ersten Runde aus. Ende Mai siegte sie in 11,36 s über 100 Meter bei den Balkan-Meisterschaften in Izmir und belegte über 200 Meter in 23,92 s den vierten Platz. Kurz darauf schied sie bei den Europameisterschaften in Rom mit 11,21 s im Halbfinale über 100 Meter aus und belegte in 23,01 s den achten Platz über 200 Meter. Im August schied sie bei den Olympischen Sommerspielen in Paris mit 11,25 s im Vorlauf über 100 Meter aus und schied über 200 Meter mit 23,18 s im Halbfinale aus. Im Jahr darauf schied sie bei den Halleneuropameisterschaften in Apeldoorn mit 7,22 s im Semifinale über 60 Meter aus, wie auch bei den Hallenweltmeisterschaften kurz darauf in Nanjing mit 7,33 s. Ende Juni wurde sie bei der 1. Liga der Team-Europameisterschaft in Madrid in 11,26 s Zweite im B-Lauf über 100 Meter und gelangte über 200 Meter mit 22,97 s auf Rang vier im B-Lauf. Zudem wurde sie mit der 4-mal-100-Meter-Staffel in 43,26 s Erste im B-Lauf. Anschließend gewann sie bei den U23-Europameisterschaften in Bergen in 11,44 s die Bronzemedaille über 100 Meter hinter der Tschechin Karolína Maňasová und Nia Wedderburn-Goodison aus dem Vereinigten Königreich und belegte über 200 Meter in 23,25 s den sechsten Platz. Kurz darauf siegte sie bei den Balkan-Meisterschaften in Volos in 23,01 s über 200 Meter sowie in 43,77 s auch im Staffelbewerb.
In den Jahren 2022, 2024 und 2025 wurde Emmanouilidou griechische Meisterin im 100-Meter-Lauf sowie 2024 und 2025 auch über 200 Meter und 2025 in der 4-mal-100-Meter-Staffel. Zudem wurde sie von 2023 bis 2025 Hallenmeisterin im 60-Meter-Lauf.

## Persönliche Bestleistungen
- 100 Meter: 11,21 s (+1,7 m/s), 10. Juni 2023 in Serres
  - 60 Meter (Halle): 7,18 s, 9. März 2025 in Apeldoorn
- 200 Meter: 22,84 s (+0,5 m/s), 10. Juni 2024 in Rom